# Asiagomphus xanthenatus
Asiagomphus xanthenatus là loài chuồn chuồn trong họ Gomphidae. Loài này được Williamson mô tả khoa học đầu tiên năm 1907.